# NGC 1694
NGC 1694 је спирална галаксија у сазвежђу Еридан која се налази на NGC листи објеката дубоког неба.
Деклинација објекта је - 4° 39' 8" а ректасцензија 4h 55m 16,8s. Привидна величина (магнитуда) објекта NGC 1694 износи 14,3 а фотографска магнитуда 15,0. NGC 1694 је још познат и под ознакама MCG -1-13-35A, NPM1G -04.0215, PGC 16335.